# Vènula interlobel·lar del ronyó
En anatomia, les venes interlobel·lars drenen el teixit renal. Les vènules interlobel·lars estan formades per la unió de venes d'estrelles i capil·lars peritubulars.